# 화도읍
화도읍(和道邑)은 경기도 남양주시의 동부에 있는 읍이다. 동쪽에 북한강을 기준으로 가평군, 양평군과 자연 경계를 이루고 있다. 경춘로와 경춘선이 중앙을 횡단한다. 서울양양고속도로의 화도 나들목이 있으며, 양평 방향으로 중부내륙고속도로와도 직결되었다. 2015년 11월 11일 인구가 10만명을 돌파하였고, 2020년 3월말 기준으로 대한민국에서 양산시 물금읍 다음 2번째로 인구가 많은 읍이다.
읍내 인근에는 천마산이 자리 잡고 있고, 주요 시설로는 마석가구공단과 스타힐리조트 등이 있으며, 시내버스 행선지로는 화도읍의 중심지인 마석으로 표기되어 있는 경우도 있다. 2006년 11월 20일 동부의 월산리·답내리·구암리·금남리를 관할로 동부출장소를 설치하였고, 2010년 7월 12일 화도읍행정복지센터를 마석우리 548번지의 신청사로 이전하였다. 2022년 1월 2일 남부의 창현리 ·녹촌리·차산리를 관할로 남부출장소를 설치하였다.

## 지명 유래
1914년 4월 1일에 일제 조선총독부가 양주군 상도면(上道面)과 하도면(下道面)을 합면하면서 '상하 도(道)면을 합(和)하였다'는 뜻으로 명명하였다. 상도(上道)와 하도(下道)란 이름은 조선 시대에 서울과 춘천을 잇는 길의 위쪽과 아래쪽에 있다는 뜻이다.

## 연혁
- 1914년 4월 1일 : 상도면 8개리와 하도면 5개리를 합하여 화도면이 되었다.
- 1963년 1월 1일 : 지둔·운수·송천리 등 3개리가 수동면으로 편입되어 법정리가 10개리로 개편되었다.[2]
- 1974년 10월 : 한국전쟁으로 청사가 소실된 후 1952년 면민들이 스스로 건립한 면사무소(한식목조건물)이 협소하여 1974년 면사무소를 새로 건립하였다.
- 1991년 12월 1일 : 화도면이 화도읍으로 승격하였다.[3]
- 2006년 11월 20일 : 동부의 월산리·답내리·구암리·금남리를 관할로 동부출장소를 설치하였다.[1]
- 2010년 7월 12일 : 읍사무소를 마석우리 292-2번지에서 마석우리 548번지(비룡로 59)로 청사를 이전하였다.
- 2016년 1월 4일 : 화도읍과 수동면을 관할하는 화도·수동 행정복지센터가 개청하였다.[4]
- 2022년 1월 2일 : 남부의 창현리 ·녹촌리·차산리를 관할로 남부출장소를 설치하였다.

### 행정리·반의 증설
- 1964년 11월 : 법정리 10개리 중 묵현·창현·금남리를 분할해 행정리를 13개로 증리
- 1975년 1월 : 녹촌리를 분리해 행정리를 14개로 증리
- 1980년 1월 : 행정리를 21개로 증리
- 1987년 1월 : 행정리를 23개로 증리
- 1990년 9월 : 행정리를 25개로 증리
- 1992년 4월 1일 : 행정리를 28개로 증리
- 1994년 4월 1일 : 행정리를 30개로 증리
- 1996년 1월 23일 : 행정리를 33개로 증리
- 1996년 3월 18일 : 행정리를 38개로 증리
- 1997년 7월 30일 : 행정리를 42개로 증리[5]
- 1998년 4월 27일 : 행정리를 50개로 증리[6]
- 2000년 7월 15일 : 행정리를 51개로 증리[7]
- 2000년 12월 30일 : 행정리를 53개로 증리[8]
- 2001년 7월 19일 : 행정리를 54개로 증리[9]
- 2003년 2월 4일 : 행정리를 55개로 증리[10]
- 2005년 5월 12일 : 행정리를 60개로 증리
- 2005년 10월 13일 : 행정리를 62개로 증리
- 2006년 5월 18일 : 행정리를 64개로 증리
- 2007년 3월 2일 : 행정리를 66개로 증리
- 2008년 2월 21일 : 행정리를 70개로 증리
- 2009년 8월 6일 : 행정리를 73개로 증리
- 2010년 3월 4일 : 행정리를 79개로 증리
- 2011년 9월 29일 : 행정리를 80개로 증리(613개반)
- 2012년 11월 8일 : 행정리를 82개로 증리(618개반)
- 2013년 9월 12일 : 행정리를 84개로 증리[11](630개반)

## 행정 구역
| 법정리   | 한자명   | 행정리 | 비고        |
| -------- | -------- | --- | ----------- |
| 마석우리 | 磨石隅里 | 마석우1리, 마석우2리, 마석우3리, 마석우4리, 마석우5리, 마석우6리, 마석우7리, 마석우8리, 마석우9리, 마석우10리, 마석우11리, 마석우12리, 마석우13리, 마석우14리, 마석우15리, 마석우16리, 마석우17리        |             |
| 묵현리   | 墨峴里   | 묵현1리, 묵현2리, 묵현3리, 묵현4리, 묵현5리, 묵현6리, 묵현7리, 묵현8리, 묵현9리, 묵현10리, 묵현11리, 묵현12리, 묵현13리, 묵현14리, 묵현15리, 묵현16리, 묵현17리, 묵현18리, 묵현19리, 묵현20리, 묵현 21리 |             |
| 창현리   | 倉峴里   | 창현1리, 창현2리, 창현3리, 창현4리, 창현5리, 창현6리, 창현7리, 창현8리, 창현9리, 창현10리, 창현11리, 창현12리, 창현13리, 창현14리, 창현15리, 창현16리, 창현17리, 창현18리                                | 남부 출장소 |
| 녹촌리   | 鹿村里   | 녹촌1리, 녹촌2리, 녹촌3리, 녹촌4리, 녹촌5리, 녹촌6리, 녹촌7리 | 남부 출장소 |
| 차산리   | 車山里   | 차산1리, 차산2리, 차산3리, 차산4리, 차산5리, 차산6리, 차산7리 | 남부 출장소 |
| 가곡리   | 嘉谷里   | 가곡1리, 가곡2리, 가곡3리, 가곡4리 |             |
| 월산리   | 月山里   | 월산1리, 월산2리, 월산3리, 월산4리, 월산5리, 월산6리, 월산7리 | 동부 출장소 |
| 답내리   | 畓內里   | 답내1리, 답내2리, 답내3리, 답내4리 | 동부 출장소 |
| 구암리   | 九岩里   | 구암1리, 구암2리, 구암3리 | 동부 출장소 |
| 금남리   | 琴南里   | 금남1리, 금남2리, 금남3리 | 동부 출장소 |

## 주요 기관

### 관공서
- 화도읍사무소
- 남양주경찰서 화도지구대
- 남양주경찰서 천마파출소
- 남양주소방서 화도 119안전센터
- 마석우체국

### 교육기관

#### 초등학교
- 심석초등학교
- 화도초등학교
- 송라초등학교
- 천마초등학교
- 금남초등학교
- 답내초등학교
- 가곡초등학교
- 마석초등학교
  - 마석초등학교 녹촌분교 (폐교)
- 창현초등학교
- 은솔초등학교(창현분교)
- 월산초등학교
- 차산초등학교

#### 중학교
- 심석중학교
- 마석중학교
- 화광중학교
- 송라중학교
- 천마중학교

#### 고등학교
- 심석고등학교
- 남양주공업고등학교
- 마석고등학교

### 의료기관
- 남양주보건소 화도보건지소
- 원병원

### 주거
| 단지명                 | 건설사                 | 시행사                      | 주소                              | 입주             | 비고                       |
| ---------------------- | ---------------------- | --------------------------- | --------------------------------- | ---------------- | -------------------------- |
| 창현 빛고을            | ㈜한양                 | 대한주택공사                | 화도읍 녹촌로 9 (창현리)          | 1997년 3월       | '창현주공'에서 단지명 변경 |
| 마석주공 (2단지)       | 중흥건설               | 대한주택공사                | 화도읍 맷돌로91번길 7 (마석우리)  | 2003년 4월       | 국민임대                   |
| 마석 중흥S-클래스      | 중흥건설               | 중흥건설                    | 화도읍 맷돌로 115 (마석우리)      | 2004년 11월      |                            |
| 마석 신명스카이뷰그린  | ㈜신명종합건설         | ㈜신명종합건설              | 화도읍 비룡로 56-8 (마석우리)     | 2005년 10월      |                            |
| 보미 청광플러스원      | ㈜청광건설, ㈜보미건설 | ㈜청광건설, ㈜보미건설      | 화도읍 맷돌로 50 (마석우리)       | 2005년 12월      |                            |
| 창현두산 1단지         | 두산건설               | 두산건설                    |                                   | 1997년 12월      |                            |
| 창현두산 2단지         | 두산개발㈜             | 두산건설                    |                                   | 1997년 12월      |                            |
| 녹촌 두산위브          | 두산산업개발           | 두산위브 주택조합           | 화도읍 녹촌로 87-29 (녹촌리)      | 2006년 10월      |                            |
| 신창현 두산위브        | 두산건설               | ㈜기인건설                  |                                   | 2008년 2월       |                            |
| 마석 두산위브 트레지움 | 두산건설               | 남양주화도현대 지역주택조합 |                                   | 2020년 9월       |                            |
| 창현 대주피오레        | ㈜대주건설             | ㈜대주건설                  | 화도읍 수레로 1157-18 (창현리)    | 2006년 10월      |                            |
| 영진그린필             | 영진씨앤아이㈜         | 영진씨앤아이㈜              | 화도읍 경춘로 1790-1 (묵현리)     | 2003년 12월      |                            |
| 마석 LIG               | 건영                   | 건영                        | 화도읍 비룡로158번길 11 (묵현리)  | 2005년 11월      |                            |
| 마석 힐즈파크 푸르지오 | 대우건설               | 나리안산업㈜                | 화도읍 비룡로33번길 25 (마석우리) | 2018년 2월       |                            |
| 신마석 신도브래뉴      | 신도종합건설㈜         | ㈜미래도시개발씨앤디        | 화도읍 비룡로 321 (가곡리)        | 2008년 6월       |                            |
| 마석역 1차 신도브래뉴  | 신도종합건설㈜         | 신도종합건설㈜              | 화도읍 마석로 110 (마석우리)      | 2009년 10월      |                            |
| 마석역 2차 신도브래뉴  | 신도산업개발㈜         | 신도산업개발㈜              | 화도읍 비룡로141번길 21 (묵현리)  | 2010년 4월       |                            |
| 마석역 3차 신도브래뉴  | 신도산업개발㈜         | 드림시티㈜                  | 화도읍 비룡로116번길 35 (묵현리)  | 2010년 11월 입주 |                            |

## 명소
- 천마산 - 해발 812m이며, 등산로뿐만 아니라지금은 폐쇄된  스키장이 있어 많은 이들에게 알려져 있다. 서울에서 버스로 한 시간이면 도착할 수 있어 관광객들이 많다.
- 북한강변 야외공연장 - 화도읍 금남리에 위치해 있으며, 2007년에 준공했다. 북한강 축제 등 여러 축제가 진행되는 곳이다.
- 서호미술관[12] - 45번 국도의 북한강 변에 있다. 2001년 5월 25일 개관했다.
- 모란미술관[12] - 화도읍 월산리에 위치해 있으며, 8,500평의 야외 조각공원과 350점가량 되는 소장 자료가 있다. 전시실 외에도 야외무대와 휴식공간이 있다.
- 보광사(寶光寺)[12] - 화도읍 가곡리 천마산 동쪽 기슭에 자리한 봉선사의 말사로, 고려 초인 949년에 혜거국사가 창건했다.
- 피아노폭포, 피아노 화장실[12] - 화도읍 금남리에 위치해 있으며, 본래 하수 처리장이었던 곳에 인공 폭포를 설치해 그와 어울릴 수 있는 그랜드 피아노형 화장실을 설치했다.
- 모란공원묘원 - 화도읍에 위치한 공원묘지로 대한민국의 유명 연예인들과 정치인들의 묘가 안장되어 있다.

## 문화재
- 경기기념물 제48호 흥선대원군 묘
- 경기문화재자료 제58호 이순지 선생 묘
- 경기문화재자료 제115호 능원대군 이보 묘역

## 교통

### 도로
지방도
- 국가지원지방도 제86호선
- 지방도 제387호선

금남리 - 인공폭포 - 효떡산업 - 리싸이클 - 모란공원 - 동영산업 - 어룡교 - 차산3리 - 마석교차로 - 화도읍 → (남양주시 수동면)
국도
- 경춘로

(남양주시 호평동) ← 마치터널 - 마석가구공단 - 스타힐리조트 입구 - 남양주공고 - 샛터삼거리 - (국도 제46호선 합류) → (가평군 청평면)
- 국도 제46호선

(남양주시 호평동) ← 마석터널 - 마석IC - 모란터널 - 월산간이IC - 금남IC - 샛터삼거리 - (경춘로 합류) → (가평군 청평면)
- 국도 제45호선

(남양주시 조안면) ← 남양주 종합촬영소 - 백월리 - 자동차박물관 - 금남초등학교 - 샛터삼거리  → (가평군 청평면)
고속도로
- 서울양양고속도로

(남양주시 와부읍)  ← 화도 분기점 - 화도 나들목 → (양평군 서종면)
- 수도권제2순환고속도로
- (남양주시 수동면)  ← 달뫼 나들목 - 화도 분기점 → (남양주시 조안면)

### 철도
- 한국철도공사
  - ● 경춘선 (수도권 전철 경춘선)

(남양주시 평내동) ←  천마산역 - 마석역 → (가평군 청평면)